# Maeva Douma
Maeva Douma, de son nom complet Maeva Francine Debora Douma, née le 25 février 2005 à Yaoundé est une joueuse de cricket camerounaise qui fait partie de l'équipe du Cameroun féminine de cricket. En septembre 2021, elle a expulsé quatre batteurs en un seul match en les faisant sortir au bout de la ligne d'attaque, une forme d'expulsion connue sous le nom de "Mankading". C'était seulement la deuxième fois que quatre sorties en touche étaient effectuées par une seule cricketwoman dans un match international féminin.

## Biographie
Maeva Douma commence à jouer au cricket à l'école, après avoir vu un match se dérouler là où elle vivait, avant de rejoindre un club de cricket local. Elle joue en tant que all-rounder.
En septembre 2021, Maeva Douma est appelée dans l'équipe du Cameroun pour le tournoi de qualification pour l'Afrique de la Coupe du Monde T20 Féminine de l'ICC 2021 au Botswana. C'était la première fois que le Cameroun participait à un événement féminin de l'International Cricket Council (ICC).
Elle fait ses débuts dans le Twenty20 International Féminin (WT20I) pour le Cameroun le 12 septembre 2021, dans leur premier match du tournoi, contre l'Ouganda. Douma obtient un guichet dès sa deuxième livraison du match, en éliminant l'ouvreuse ougandaise Prosscovia Alako. Elle a ensuite éliminé Kevin Awino, Rita Musamali, Immaculate Nakisuuyi et Janet Mbabazi, en les éliminant tous à la fin du match. Cependant, l'Ouganda remporte le match par 155 points, après que le Cameroun n'ait fait que 35 points avant d'être éliminé.